# حقوق ال‌جی‌بی‌تی در اتریش
حقوق دگرباشان جنسی در اتریش در سده بیست و یکم پیشرفت چشمگیری داشته است. فعالیت همجنس‌گرایانه آزاد است. از سال ۲۰۱۰ اتحاد مدنی بین دو زوج همجنس قانونی شد که همان حقوق ازدواج بین دگرجنس‌گرایان را دارد. در سال ۲۰۱۳ سرپرستی فرزندخوانده (حالتی که یکی از والدین به طور بیولوژیک پدر یا مادر شخص است). سرپرستی کامل در سال از طریق دادگاه قانون اساسی اتریش ۲۰۱۵ اضافه شد و در ۵ دسامبر ۲۰۱۷، دادگاه قانونی اساسی ازدواج همجنس‌گرایان را قانونی کرد که از ۱ ژانویه ۲۰۱۹ اجرایی شد.